# Onosma hybridum
Onosma hybridum är en strävbladig växtart som beskrevs av H. Riedl. Onosma hybridum ingår i släktet Onosma och familjen strävbladiga växter. Inga underarter finns listade i Catalogue of Life.